# سلیم عریبی
سلیم عریبی (انگلیسی: Salim Aribi؛ زادهٔ ۱۶ دسامبر ۱۹۷۴) بازیکن فوتبال اهل الجزایر بود.
از باشگاه‌هایی که در آن بازی کرده‌است می‌توان به باشگاه فوتبال اوراس باتنه، باشگاه فوتبال اتحاد الجزایر، و باشگاه فوتبال اوراس باتنه اشاره کرد.
وی همچنین در تیم ملی فوتبال الجزایر بازی کرده‌است.